# Vollrad von Krosigk (1577–1626)
Vollrad (auch: Volrad, Volrath, Vollrath) von Krosigk (* 1577; † 1. Juli 1626 in Beesen) war Erbherr auf Poplitz, Beesen, Laublingen, Gröna, Plötzkau und Neu-Asseburg.

## Leben
Vollrad von Krosigk stammte aus dem Adelsgeschlecht Krosigk. Er war der älteste Sohn von Vollrad von Krosigk († 1597) und dessen Ehefrau Sophie, geborene von Alvensleben († 1625). Gebhard Friedrich von Krosigk († 1630) war sein jüngerer Bruder.
Auf dem Beesener Familiengut wurde er zusammen mit seinen Brüdern von Hauslehrern unterrichtet. Nach dem Besuch einiger Schulen unternahm er bis 1597 standesgemäß eine Kavalierstour, die ihn neben anderen europäischen Staaten auch nach Dänemark führte, wo er 1596 die Krönung von Christian IV. miterlebte. Nach dem Tod seines Vaters 1597 übernahm er die Führung der Güter Beesen und Neu-Asseburg. 1612 kaufte er von seinem Vetter Heinrich von Krosigk (1578–1623), Herr auf Alsleben und ebenso ein Urenkel von Lorenz von Krosigk († 1534), für 47.000 Taler die Güter Poplitz und Laublingen. Während seine Heimat in den 1620er Jahren vom Dreißigjährigen Krieg bedroht wurde, floh er mit seiner Familie erst nach Eisleben und schließlich nach Merseburg.
Im Jahr 1606 heiratete er Ilse von der Schulenburg († 21. Dezember 1627). Aus dieser Ehe gingen Vollrad Ludolf von Krosigk (1620–1671) und Sophie von Krosigk († 1688, ⚭ Werner Schenk von Flechtingen) hervor.